# Serhii Loznîțea
Sergei Loznitsa (belarusă Сяргей Уладзіміравіч Лазніца, rusă Серге́й Влади́мирович Лозни́ца, ucraineană Сергій Володимирович Лозниця) (n. 5 Septembrie 1964) regizor ucrainean cunoscut atât pentru filmele sale documentare, cât și pentru cele de ficțiune.
Are patru filme în lista celor mai bune 100 de filme din istoria cinematografiei ucrainene (într-o evaluare realizată în iunie 2021 de Centrul Național Oleksandr Dovjenko). Aceste filme sunt: Fericirea mea (2010), Maidan (2014), O creatură delicată (2017) și Donbass (2018).

## Biografie
Loznitsa s-a născut pe 5 septembrie 1964 în orașul Baranovichi, în Belarus. În acea perioadă Belarusul făcea parte din Uniunea Sovietică. Mai târziu, familia Loznitsa s-a mutat la Kiev, Ucraina, unde Loznitsa a terminat liceul.
În 1987 a absolvit Institutul Politehnic din Kiev ca matematician. Între 1987 și 1991 a lucrat la Institutul de Cibernetică. A dezvoltat sisteme de expertiză, sisteme de creare a proiectării și de lucru pe inteligența artificială. În același timp, a lucrat ca traducător din japoneză.
În 1991 a intrat în Institutul de Cinematografie „Gherasimov”, în departamentul de regie de filme de teatru clasa Nanei Djordjadze.
Din 2000 a lucrat ca regizor de film documentar în Sankt Petersburg. În 2001 s-a mutat cu familia sa în Germania.
În 2010, filmul său Fericirea mea a fost selectat în competiția oficială la Festivalul de Film de la Cannes. Filmul său În ceață a concurat pentru Palme d’Or la Festivalul de Film de la Cannes 2012. Maidan a avut premiera mondială într-o proiecție specială la Cannes în mai 2014, filmul expune obiectiv recordul protestelor din 2013-14 de la Kiev și suprimarea violentă a acestora.

## Filmografie Selectivă
- 2010 Счастье мое / My Joy
- 2012 В тумане / În ceață
- 2014 Майдан / Maidan
- 2015 Событие / The Event
- 2016 Аустерлиц / Austerlitz
- 2017 Лагідна / A Gentle Creature
- 2018 Донбас / Donbass
- 2019 State Funeral

### Premii
- Kraków Film Festival, Bronze Dragon (Segodnya My Postroim Dom, 1996)
- Kraków Film Festival, Golden Dragon - Mențiune specială (Polustanok, 2000)
- International Short Film Festival Oberhausen, Marele Premiu (Portret, 2002)
- Dok Leipzig, Silver Dove (Portret, 2002)
- Karlovy Vary International Film Festival, Cel mai bun documentar - Mențiune specială (Portret, 2003)
- Nika Award Cel mai bun documentar (Blokada, 2006)
- Kraków Film Festival, Golden Dragon (Blokada, 2006)
- Karlovy Vary International Film Festival, Cel mai bun documentar (Artel, 2007)
- Jihlava International Documentary Film Festival, Cel mai bun documentar din Europa Centrala si de Est (Artel, 2007)
- Kraków Film Festival, Golden Horn (Predstavlenie, 2008)
- Yerevan International Film Festival, Silver Apricot - Special Prize (My Joy, 2010)
- Kinotavr, Cel mai bun Regizor (My Joy, 2010)
- Tallinn Black Nights Film Festival, Marele Premiu (My Joy, 2010)
- Cannes Film Festival, FIPRESCI Award (In the Fog, 2012)
- Yerevan International Film Festival, Golden Apricot (In the Fog, 2012)
- Kraków Film Festival, Golden Dragon (Pismo, 2013)
- Ann Arbor Film Festival, Premiul Michael Moore (The Event, 2016)
- Traverse City Film Festival, Premiul Buzz Wilson (Austerlitz, 2016)
- Cannes Film Festival, Un Certain Regard Award /Cel mai bun Regizor (Donbass, 2018)[11]
- Cairo International Film Festival, Silver Pyramid (Donbass, 2018)[12]

## References
1. ↑  Museum of Modern Art online collection, accesat în 4 decembrie 2019
2. ↑  „Sergei LOZNITSA”. Cannes Film Festival. Accesat în 17 iunie 2016.
3. ↑  uk:Список 100 найкращих фільмів в історії українського кіно
4. ↑  Your Website Title (în ucraineană), Dovzhenko Centre
5. ↑  „Sergei Loznitsa - Film director”. Accesat în 17 iunie 2016.
6. ↑  http://www.russiancinema.ru/template.php?dept_id=3&e_dept_id=1&e_person_id=1291 Arhivat în 27 noiembrie 2011, la Wayback Machine. Sergei Loznitsa in the Encyclopedia of Russian Cinema
7. ↑  http://edition.cnn.com/2010/SHOWBIZ/Movies/05/11/cannes.festival.introduction/ Arhivat în 2 februarie 2011, la Wayback Machine. CNN: "Cannes 101: A film festival field guide"
8. ↑  „2012 Official Selection”. Cannes. Accesat în 19 aprilie 2012.
9. ↑  „Cannes Film Festival 2012 line-up announced”. timeout. Arhivat din original la 20 decembrie 2012. Accesat în 19 aprilie 2012.
10. ↑  filmcomment.com interview sergei loznitsa filmcomment Arhivat în 18 iulie 2015, la Wayback Machine.
11. ↑  Lodge, Guy (18 mai 2018). „Cannes: 'Border' Leads Un Certain Regard Award Winners”. Variety. Accesat în 18 mai 2017.
12. ↑  Boas, Matthew (3 decembrie 2018). „Álvaro Brechner wins the Golden Pyramid at Cairo with A Twelve-Year Night”. Cineuropa. Accesat în 4 decembrie 2018.